# Castra Vetera
Castra Vetera (Latijn letterlijk: "het oude kamp"), ook kortweg Vetera genoemd, was een Romeins legerkamp (castra) in de Romeinse provincie Neder-Germanië (Germania Inferior). Castra Vetera was een belangrijke legerplaats in de limes, de noordgrens van het Romeinse Rijk langs de Rijn. Vetera lag nabij het huidige Duitse stadje Xanten in Noordrijn-Westfalen. De benaming Vetera is mogelijk voortgekomen uit een Germaans woord.

## Geschiedenis

### Oprichting
In 13/12 v.Chr. liet de Romeinse veldheer Nero Claudius Drusus de legerplaats Castra Vetera aanleggen op de Fürstenberg, zuidoostelijk van het huidige Xanten tegenover de toenmalige monding van de Lippe in de Rijn. Dit grote fort met een bezetting van 8-10.000 soldaten diende als uitvalsbasis voor de veldtocht op de rechter Rijnoever in 8 v.Chr. die leidde tot de onderwerping van de Germaanse stam van de Sugambren. Zij werden gedwongen naar de linker Rijnoever te verhuizen en werden in het vervolg aangeduid als Ciberni, Cuberni of Cugerni. De naam van de nieuwe nederzetting van de Ciberni is niet met zekerheid vast te stellen, maar luidde waarschijnlijk "Cibernodurum". De nabijheid van het Romeins legioen en de ligging aan een zijarm van de Rijn zorgden ervoor dat de nederzetting zich in enkele jaren ontwikkelde tot een welvarende handelsnederzetting. Naast Cibernodurm, dat zich ongeveer 2 km ten noordwesten van Castra Vetera bevond, ontstond ten zuiden van het legerkamp een kampdorp (canabae legionis).

### Varus

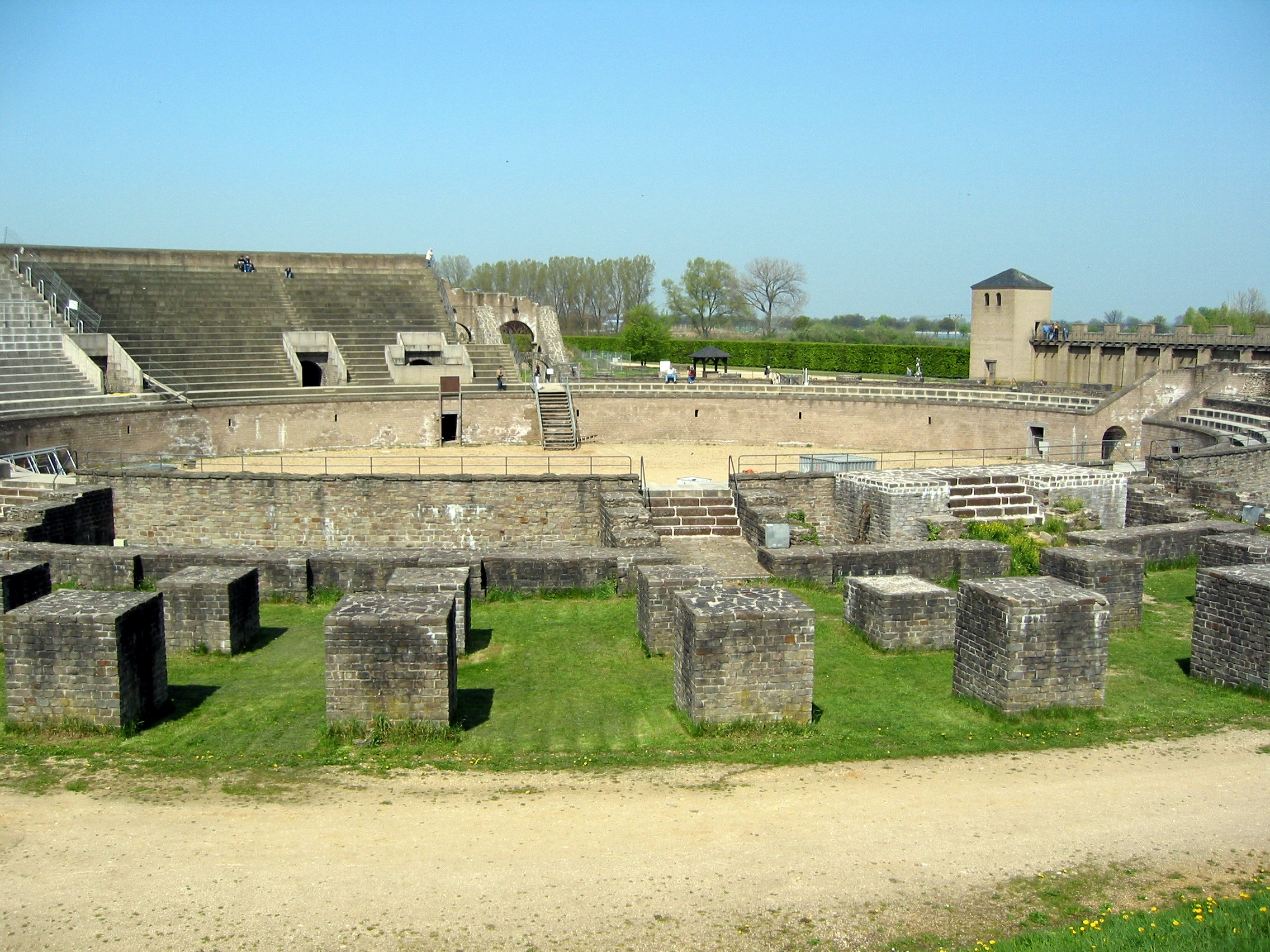
(Herbouwde) amfitheater van Xanten

Vermoedelijk waren het 17e en 18e legioen in Vetera gestationeerd, die in het jaar 9 samen met het 19e legioen uit Haltern in de slag bij het Teutoburgerwoud door de Germaanse troepen van Arminius werden vernietigd. Vetera was tevens een steunpunt van de Romeinse Rijnvloot, de Classis Germanica. In het jaar 14 werden het 5e legioen Alaudae en het 21e legioen Rapax in Vetera geplaatst, die tussen 14 en 16 onder leiding van Germanicus optrokken tegen de Germanen om de vernietiging van de drie legioenen van Varus door de Germaanse veldheer Arminius te wreken. De veldtochten waren slechts gedeeltelijk succesvol: Arminius wist uit handen van de Romeinen te blijven, maar de aquilae, de veldtekens of adelaars van de verloren legioenen, werden teruggevonden en de stoffelijke resten van de gedode legionairs kregen een fatsoenlijke begrafenis.
Het fort was inmiddels versterkt met een dubbel omgrachte 3 meter dikke aarden wal met palissadewanden. In 46 werd het 21e legioen vervangen door het 15e legioen Primigenia. In deze tijd werden het valetudinarium (de ziekenboeg) en het amfitheater gebouwd. Rond 55 was de later vooral als schrijver bekende Plinius de Oudere in Vetera gestationeerd. In het jaar 60 bereikte het legerkamp zijn grootste afmeting van 902 m x 621 m.

### Bataafse Opstand
Tijdens de Bataafse Opstand werd Vetera in september 69 door de troepen van Julius Civilis belegerd. Marcus Hordeonius Flaccus, de gouverneur (legatus pro praetore) van de militaire provincie Opper-Germanië (Germania Superior) stuurde Gaius Dillius Vocula naar Vetera om de Romeinse legioenen te ontzetten. Vocula versloeg de Bataven bij Gelduba (Krefeld) en brak de belegering van Vetera. Omdat Mogontiacum (Mainz) door de Usipeti en Chatten werd aangevallen, was Vocula gedwongen terug te keren naar het zuiden. Hier werd Flaccus door zijn ontevreden troepen vermoord en kon Voculo maar ternauwernood aan hetzelfde lot ontsnappen. De Bataven belegerden opnieuw Vetera en in maart 70 was Munius Lupercus, de commandant van de legioenen in Vetera, gedwongen zich over te geven. Ondanks Civilis' belofte van een vrije aftocht werden de ongeveer 5000 soldaten van het 5e en 15e legioen door de Bataven uitgemoord.

### Castra Vetera II

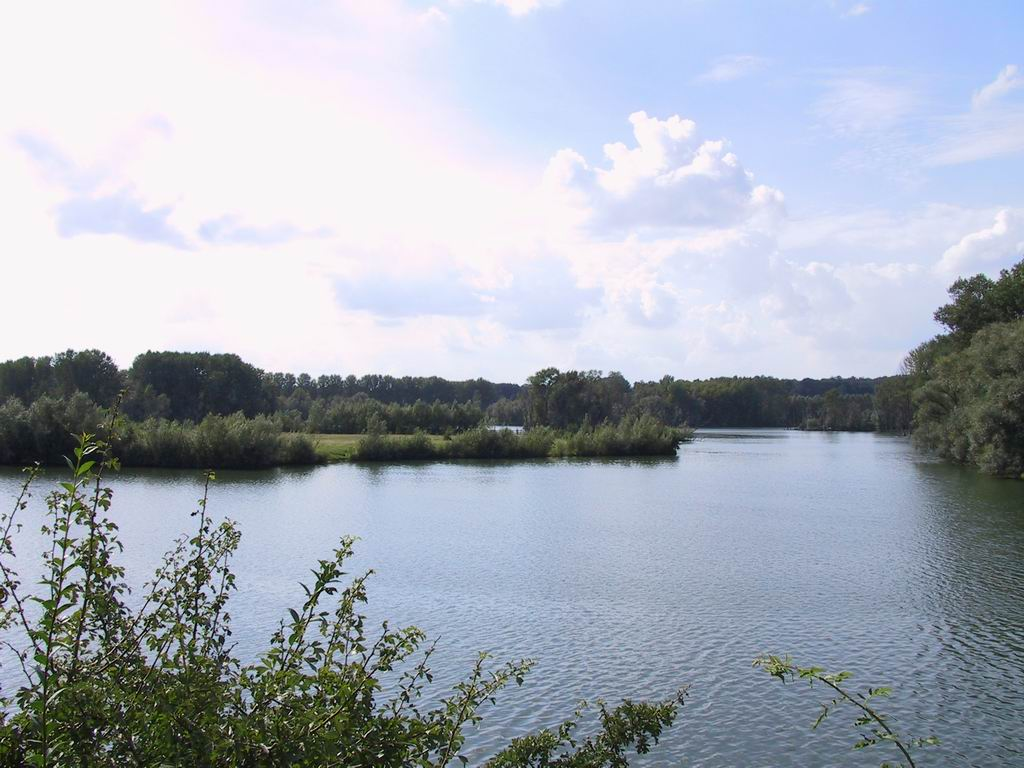
Natuurpark Bislicher Insel

In 71 werden zowel het fort, zij het meer oostelijk, als de handelsplaats herbouwd. Castra Vetera II was een stuk kleiner dan het eerste legerkamp en lag vrijwel aan de Rijn. Er werd vanaf nu maar een legioen gestationeerd, het 22e legioen Primigenia. Een tweede legioen (Legio X Gemina Pia Fidelis) werd in het 40 km verderop gelegen Ulpia Noviomagus Batavorum (Romeins Nijmegen) geplaatst. Rond 100 kreeg de stad bij Vetera de status van colonia en zij werd vanaf dan Colonia Ulpia Traiana genoemd. 
In 104 of 105 loste het 6e legioen Victrix het 22e legioen af. Het zesde werd in 122 naar Britannia overgeplaatst, waarop het 30e legioen Ulpia Victrix in Vetera II werd gestationeerd. Dit legioen zou tot diep in de 3e eeuw in Vetera blijven. 
Rond 275 werd Colonia Ulpia Traiana door de Franken verwoest. Keizer Constantijn de Grote liet tussen 308 en 311 op de resten van de stad de vesting Tricensimae bouwen. Het 30e legioen werd overgeplaatst van Vetera II naar Tricensimae, waar het tot ongeveer 400 zou blijven.
Castra Vetera II ligt tegenwoordig 10 meter onder water in natuurpark Bislicher Insel bij Xanten.